# Papan-Talsperre

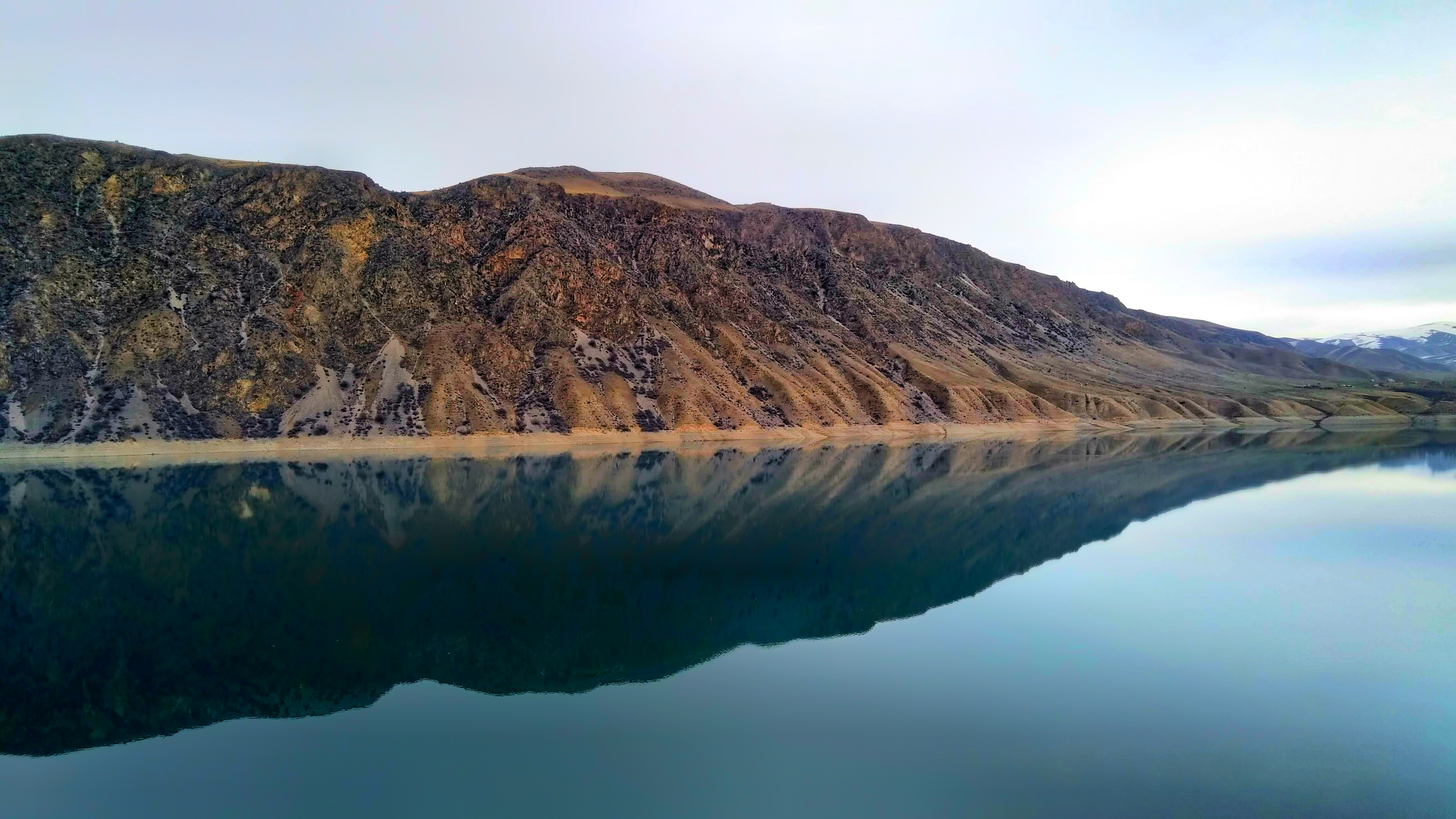
Stausee der Papan-Talsperre

Die Papan-Talsperre (kirgisisch Папан суу сактагычы) liegt am Flusslauf des Ak-Buura im Oblus Osch in Kirgisistan.
Die Talsperre befindet sich 20 km südsüdöstlich der Stadt Osch. Sie wurde 1981 fertiggestellt. Ihr Speichervolumen beträgt 260 Millionen m³. Die Wasserfläche des Stausees erreicht bis zu 7,1 km². Die Fallhöhe beträgt 120 m. Die Papan-Talsperre dient als Wasserspeicher für die Bewässerung der abstrom gelegenen landwirtschaftlich genutzten Flächen sowie der Trinkwasserversorgung von Osch.